# 井上源治郎
井上 源治郎（いのうえ げんじろう、1895年〈明治28年〉5月18日 - 没年不明）は、日本の実業家。クレパス本舗桜商会取締役技術最高顧問。

## 経歴
大阪府大阪市西区出身。1917年、大阪高等工業学校応用化学科卒業。摂津製油、関西紙工、川上塗料各勤務の後1927年に桜商会入社。
1946年にクレパス本舗桜商会常務に推され、1950年に専務に就任。1967年に技術顧問。

## 人物
宗教は浄土宗。趣味はカメラ、写真、園芸。住所は大阪市阿倍野区文の里4丁目。

## 栄典
- 1965年 - 紫綬褒章[1]
- 1970年 - 勲四等瑞宝章[2]
  - 描画材料製造技術の改良研究に努めるとともに工業化を図り、文化教育の向上、輸出の振興に寄与した[2]。

## 家族・親族
井上家
- 妻[1]
- 長女[3]
- 二女[3]
- 長男[4]
- 二男（日本レイヨン勤務、1932年 - ）[1]

親戚
- 兄・宮崎武吉（弁護士[3]、お笑いタレント椿鬼奴の祖父[7]）